# Zirydzi
Zirydzi (arab. زيريون) – dynastia berberyjska pochodząca z Małej Kabylii spośród plemienia Kutama. Rządziła Ifrikiją (mniej więcej współczesna Tunezja), początkowo w imieniu Fatimidów, przez około dwa stulecia, dopóki nie została osłabiona przez Banu Hilal, a w końcu zniszczona przez Almohadów. Ich stolicą był Kairuan. Boczna gałąź tej rodziny rządziła Grenadą do 1090 (zobacz Zirydzi z Grenady).
Hammadydzi byli odgałęzieniem tej dynastii.

## Historia
Zirydzi byli Berberami z plemion Sanhadża z rejonu współczesnej Algierii. W X wieku byli wasalami Fatymidów, pokonali charydżycki bunt Abu Jazyda (943-947) pod wodzą Ziriego ibn Manada (935-971). Przy wsparciu Fatymidów Ziri został gubernatorem środkowego Maghrebu i założył swoją rezydencję w Aszirze na południowym wschodzie Algieru.
Gdy Fatymidzi przenieśli swoje centrum do Egiptu w 972, Buluggin ibn Ziri (971-984) syn Ziriego został wyznaczony wicekrólem Ifrikiji. Wycofanie floty do Egiptu uniemożliwiło utrzymanie Sycylii przez Kalbidów, natomiast Algieria oderwała się pod zarządem Hammada ibn Buluggina syna Buluggina.
Stosunki z fatymidzkimi suzerenami były zmienne – w 1016 tysiące szyitów straciło życie w buncie w Ifrikiji, a Fatymidzi sprzyjali odłączeniu się Trypolitanii od Zirydów, tym niemniej stosunki pozostały bliskie. W 1045 Zirydzi oderwali się całkowicie przez uznanie Abbasydów z Bagdadu jako prawowitych kalifów.
Fatymidzi wysłali beduińskie plemiona Banu Hilal i Banu Sulajm do Ifrikiji. Berberyjskie wojska uciekły, Zirydzi zostali pokonani, a kraj spustoszony przez Beduinów. W wyniku anarchii zniszczono kwitnące dotąd rolnictwo. Nadmorskie miasta nabrały nowego znaczenia jako droga dla handlu morskiego i baza dla działań pirackich przeciw chrześcijańskim statkom.
Po utracie Kairuanu (1057) rządy Zirydów ograniczyły się do nadbrzeżnego pasa z Al-Mahdijją jako stolicą, podczas gdy w głębi lądu powstało kilka beduińskich emiratów. Między 1146 a 1148 Normanowie z Sycylii podbili wszystkie nadbrzeżne miasta, a w 1152 ostatni Zirydzi w Algierii zostali zastąpieni przez Almohadów.

## Zirydzi
- Abu al-Futuh Sajf ad-Dawla Buluggin ibn Ziri (973-983)
- Abu al-Fat'h al-Mansur ibn Buluggin (983-995)
- Abu Katada Nasir ad-Dawla Badis ibn al-Mansur (995-1015)
- Szaraf ad-Dawla al-Muizz ibn Badis (1015–1062) ogłosił niezależność od Fatymidów 1048, zmienił stolicę na Al-Mahdijję w 1057 po tym jak Kairuan został utracony na rzecz plemienia Banu Hilal.
- Abu Tahir Tamim ibn al-Muizz (1062–1108); zmienił w 1087 chutbę tak by odwoływała się do kalifa Abbasydzkiego – ostateczne zerwanie z Fatymidami.
- Jahja ibn Tamim (1108–1131)
- Ali ibn Jahja (1115–1121)
- Abul-Hasan al-Hasan ibn Ali (1121–1152)

## Genealogia
|                    |                    |                                           |                                           |                                           |                                           | Manuksh                                   |                                           |                           |                           |                                |                                |                                |                                |                                        |                                        |                                        |                                        |                                           |                                           |                                           |                                           |                                                            |                                                            |                                                            |                                                            |                                                            |                                                            |                     |                     |                                            |                                            |                                            |                                            |                                            |                                            |  |  |  |  |  |  |  |  |  |  |  |  |  |  |  |  |  |  |
|                    |                    |                                           |                                           |                                           |                                           |                                           |                                           |                           |                           |                                |                                |                                |                                |                                        |                                        |                                        |                                        |                                           |                                           |                                           |                                           |                                                            |                                                            |                                                            |                                                            |                                                            |                                                            |                     |                     |                                            |                                            |                                            |                                            |                                            |                                            |  |  |  |  |  |  |  |  |  |  |  |  |  |  |  |  |  |  |
|                    |                    |                                           |                                           |                                           |                                           | Manad ibn Mankush                         |                                           |                           |                           |                                |                                |                                |                                |                                        |                                        |                                        |                                        |                                           |                                           |                                           |                                           |                                                            |                                                            |                                                            |                                                            |                                                            |                                                            |                     |                     |                                            |                                            |                                            |                                            |                                            |                                            |  |  |  |  |  |  |  |  |  |  |  |  |  |  |  |  |  |  |
|                    |                    |                                           |                                           |                                           |                                           |                                           |                                           |                           |                           |                                |                                |                                |                                |                                        |                                        |                                        |                                        |                                           |                                           |                                           |                                           |                                                            |                                                            |                                                            |                                                            |                                                            |                                                            |                     |                     |                                            |                                            |                                            |                                            |                                            |                                            |  |  |  |  |  |  |  |  |  |  |  |  |  |  |  |  |  |  |
|                    |                    |                                           |                                           |                                           |                                           | Ziri ibn Manad                            |                                           |                           |                           |                                |                                |                                |                                |                                        |                                        |                                        |                                        |                                           |                                           |                                           |                                           |                                                            |                                                            |                                                            |                                                            |                                                            |                                                            |                     |                     |                                            |                                            |                                            |                                            |                                            |                                            |  |  |  |  |  |  |  |  |  |  |  |  |  |  |  |  |  |  |
|                    |                    |                                           |                                           |                                           |                                           |                                           |                                           |                           |                           |                                |                                |                                |                                |                                        |                                        |                                        |                                        |                                           |                                           |                                           |                                           |                                                            |                                                            |                                                            |                                                            |                                                            |                                                            |                     |                     |                                            |                                            |                                            |                                            |                                            |                                            |  |  |  |  |  |  |  |  |  |  |  |  |  |  |  |  |  |  |
|                    |                    |                                           |                                           |                                           |                                           |                                           |                                           |                           |                           |                                |                                |                                |                                |                                        |                                        |                                        |                                        |                                           |                                           |                                           |                                           |                                                            |                                                            |                                                            |                                                            |                                                            |                                                            |                     |                     |                                            |                                            |                                            |                                            |                                            |                                            |  |  |  |  |  |  |  |  |  |  |  |  |  |  |  |  |  |  |
| Abu Bikar ibn Ziri | Abu Bikar ibn Ziri | Abu Bikar ibn Ziri                        | Abu Bikar ibn Ziri                        | Abu Bikar ibn Ziri                        | Abu Bikar ibn Ziri                        | Buluggin ibn Ziri 973-983                 | Buluggin ibn Ziri 973-983                 | Buluggin ibn Ziri 973-983 | Buluggin ibn Ziri 973-983 | Buluggin ibn Ziri 973-983      | Buluggin ibn Ziri 973-983      |                                |                                | Zawi ibn Ziri władca Grenady 1012–1019 | Zawi ibn Ziri władca Grenady 1012–1019 | Zawi ibn Ziri władca Grenady 1012–1019 | Zawi ibn Ziri władca Grenady 1012–1019 | Zawi ibn Ziri władca Grenady 1012–1019    | Zawi ibn Ziri władca Grenady 1012–1019    |                                           |                                           | Makhsen ibn Ziri                                           | Makhsen ibn Ziri                                           | Makhsen ibn Ziri                                           | Makhsen ibn Ziri                                           | Makhsen ibn Ziri                                           | Makhsen ibn Ziri                                           |                     |                     |                                            |                                            |                                            |                                            |                                            |                                            |  |  |  |  |  |  |  |  |  |  |  |  |  |  |  |  |  |  |
| Abu Bikar ibn Ziri | Abu Bikar ibn Ziri | Abu Bikar ibn Ziri                        | Abu Bikar ibn Ziri                        | Abu Bikar ibn Ziri                        | Abu Bikar ibn Ziri                        | Buluggin ibn Ziri 973-983                 | Buluggin ibn Ziri 973-983                 | Buluggin ibn Ziri 973-983 | Buluggin ibn Ziri 973-983 | Buluggin ibn Ziri 973-983      | Buluggin ibn Ziri 973-983      |                                |                                | Zawi ibn Ziri władca Grenady 1012–1019 | Zawi ibn Ziri władca Grenady 1012–1019 | Zawi ibn Ziri władca Grenady 1012–1019 | Zawi ibn Ziri władca Grenady 1012–1019 | Zawi ibn Ziri władca Grenady 1012–1019    | Zawi ibn Ziri władca Grenady 1012–1019    |                                           |                                           | Makhsen ibn Ziri                                           | Makhsen ibn Ziri                                           | Makhsen ibn Ziri                                           | Makhsen ibn Ziri                                           | Makhsen ibn Ziri                                           | Makhsen ibn Ziri                                           |                     |                     |                                            |                                            |                                            |                                            |                                            |                                            |  |  |  |  |  |  |  |  |  |  |  |  |  |  |  |  |  |  |
|                    |                    |                                           |                                           |                                           |                                           |                                           |                                           |                           |                           |                                |                                |                                |                                |                                        |                                        |                                        |                                        |                                           |                                           |                                           |                                           |                                                            |                                                            |                                                            |                                                            |                                                            |                                                            |                     |                     |                                            |                                            |                                            |                                            |                                            |                                            |  |  |  |  |  |  |  |  |  |  |  |  |  |  |  |  |  |  |
|                    |                    | Hammad ibn Buluggin założyciel Hammadydów | Hammad ibn Buluggin założyciel Hammadydów | Hammad ibn Buluggin założyciel Hammadydów | Hammad ibn Buluggin założyciel Hammadydów | Hammad ibn Buluggin założyciel Hammadydów | Hammad ibn Buluggin założyciel Hammadydów |                           |                           | al-Mansur ibn Buluggin 983-995 | al-Mansur ibn Buluggin 983-995 | al-Mansur ibn Buluggin 983-995 | al-Mansur ibn Buluggin 983-995 | al-Mansur ibn Buluggin 983-995         | al-Mansur ibn Buluggin 983-995         |                                        |                                        |                                           |                                           |                                           |                                           | Habbus ibn Makhsen al-Muzaffar władca Grenady 1019–1038    | Habbus ibn Makhsen al-Muzaffar władca Grenady 1019–1038    | Habbus ibn Makhsen al-Muzaffar władca Grenady 1019–1038    | Habbus ibn Makhsen al-Muzaffar władca Grenady 1019–1038    | Habbus ibn Makhsen al-Muzaffar władca Grenady 1019–1038    | Habbus ibn Makhsen al-Muzaffar władca Grenady 1019–1038    |                     |                     |                                            |                                            |                                            |                                            |                                            |                                            |  |  |  |  |  |  |  |  |  |  |  |  |  |  |  |  |  |  |
|                    |                    | Hammad ibn Buluggin założyciel Hammadydów | Hammad ibn Buluggin założyciel Hammadydów | Hammad ibn Buluggin założyciel Hammadydów | Hammad ibn Buluggin założyciel Hammadydów | Hammad ibn Buluggin założyciel Hammadydów | Hammad ibn Buluggin założyciel Hammadydów |                           |                           | al-Mansur ibn Buluggin 983-995 | al-Mansur ibn Buluggin 983-995 | al-Mansur ibn Buluggin 983-995 | al-Mansur ibn Buluggin 983-995 | al-Mansur ibn Buluggin 983-995         | al-Mansur ibn Buluggin 983-995         |                                        |                                        |                                           |                                           |                                           |                                           | Habbus ibn Makhsen al-Muzaffar władca Grenady 1019–1038    | Habbus ibn Makhsen al-Muzaffar władca Grenady 1019–1038    | Habbus ibn Makhsen al-Muzaffar władca Grenady 1019–1038    | Habbus ibn Makhsen al-Muzaffar władca Grenady 1019–1038    | Habbus ibn Makhsen al-Muzaffar władca Grenady 1019–1038    | Habbus ibn Makhsen al-Muzaffar władca Grenady 1019–1038    |                     |                     |                                            |                                            |                                            |                                            |                                            |                                            |  |  |  |  |  |  |  |  |  |  |  |  |  |  |  |  |  |  |
|                    |                    |                                           |                                           |                                           |                                           |                                           |                                           |                           |                           |                                |                                |                                |                                |                                        |                                        |                                        |                                        |                                           |                                           |                                           |                                           |                                                            |                                                            |                                                            |                                                            |                                                            |                                                            |                     |                     |                                            |                                            |                                            |                                            |                                            |                                            |  |  |  |  |  |  |  |  |  |  |  |  |  |  |  |  |  |  |
|                    |                    |                                           |                                           |                                           |                                           |                                           |                                           |                           |                           | Badis ibn al-Mansur 995-1015   | Badis ibn al-Mansur 995-1015   | Badis ibn al-Mansur 995-1015   | Badis ibn al-Mansur 995-1015   | Badis ibn al-Mansur 995-1015           | Badis ibn al-Mansur 995-1015           |                                        |                                        | Badis ibn Habbus władca Grenady 1038–1073 | Badis ibn Habbus władca Grenady 1038–1073 | Badis ibn Habbus władca Grenady 1038–1073 | Badis ibn Habbus władca Grenady 1038–1073 | Badis ibn Habbus władca Grenady 1038–1073                  | Badis ibn Habbus władca Grenady 1038–1073                  |                                                            |                                                            | Buluggin ibn Habbus                                        | Buluggin ibn Habbus                                        | Buluggin ibn Habbus | Buluggin ibn Habbus | Buluggin ibn Habbus                        | Buluggin ibn Habbus                        |                                            |                                            |                                            |                                            |  |  |  |  |  |  |  |  |  |  |  |  |  |  |  |  |  |  |
|                    |                    |                                           |                                           |                                           |                                           |                                           |                                           |                           |                           | Badis ibn al-Mansur 995-1015   | Badis ibn al-Mansur 995-1015   | Badis ibn al-Mansur 995-1015   | Badis ibn al-Mansur 995-1015   | Badis ibn al-Mansur 995-1015           | Badis ibn al-Mansur 995-1015           |                                        |                                        | Badis ibn Habbus władca Grenady 1038–1073 | Badis ibn Habbus władca Grenady 1038–1073 | Badis ibn Habbus władca Grenady 1038–1073 | Badis ibn Habbus władca Grenady 1038–1073 | Badis ibn Habbus władca Grenady 1038–1073                  | Badis ibn Habbus władca Grenady 1038–1073                  |                                                            |                                                            | Buluggin ibn Habbus                                        | Buluggin ibn Habbus                                        | Buluggin ibn Habbus | Buluggin ibn Habbus | Buluggin ibn Habbus                        | Buluggin ibn Habbus                        |                                            |                                            |                                            |                                            |  |  |  |  |  |  |  |  |  |  |  |  |  |  |  |  |  |  |
|                    |                    |                                           |                                           |                                           |                                           |                                           |                                           |                           |                           |                                |                                |                                |                                |                                        |                                        |                                        |                                        |                                           |                                           |                                           |                                           |                                                            |                                                            |                                                            |                                                            |                                                            |                                                            |                     |                     |                                            |                                            |                                            |                                            |                                            |                                            |  |  |  |  |  |  |  |  |  |  |  |  |  |  |  |  |  |  |
|                    |                    |                                           |                                           |                                           |                                           | Al-Mansur idn Badis                       | Al-Mansur idn Badis                       | Al-Mansur idn Badis       | Al-Mansur idn Badis       | Al-Mansur idn Badis            | Al-Mansur idn Badis            |                                |                                | Al-Muizz ibn Badis 1015–1062           | Al-Muizz ibn Badis 1015–1062           | Al-Muizz ibn Badis 1015–1062           | Al-Muizz ibn Badis 1015–1062           | Al-Muizz ibn Badis 1015–1062              | Al-Muizz ibn Badis 1015–1062              |                                           |                                           | Abdallah ibn Buluggin władca Grenady 1073–1090 (abdykował) | Abdallah ibn Buluggin władca Grenady 1073–1090 (abdykował) | Abdallah ibn Buluggin władca Grenady 1073–1090 (abdykował) | Abdallah ibn Buluggin władca Grenady 1073–1090 (abdykował) | Abdallah ibn Buluggin władca Grenady 1073–1090 (abdykował) | Abdallah ibn Buluggin władca Grenady 1073–1090 (abdykował) |                     |                     | Tamim ibn Buluggin władca Malagi 1058–1090 | Tamim ibn Buluggin władca Malagi 1058–1090 | Tamim ibn Buluggin władca Malagi 1058–1090 | Tamim ibn Buluggin władca Malagi 1058–1090 | Tamim ibn Buluggin władca Malagi 1058–1090 | Tamim ibn Buluggin władca Malagi 1058–1090 |  |  |  |  |  |  |  |  |  |  |  |  |  |  |  |  |  |  |
|                    |                    |                                           |                                           |                                           |                                           | Al-Mansur idn Badis                       | Al-Mansur idn Badis                       | Al-Mansur idn Badis       | Al-Mansur idn Badis       | Al-Mansur idn Badis            | Al-Mansur idn Badis            |                                |                                | Al-Muizz ibn Badis 1015–1062           | Al-Muizz ibn Badis 1015–1062           | Al-Muizz ibn Badis 1015–1062           | Al-Muizz ibn Badis 1015–1062           | Al-Muizz ibn Badis 1015–1062              | Al-Muizz ibn Badis 1015–1062              |                                           |                                           | Abdallah ibn Buluggin władca Grenady 1073–1090 (abdykował) | Abdallah ibn Buluggin władca Grenady 1073–1090 (abdykował) | Abdallah ibn Buluggin władca Grenady 1073–1090 (abdykował) | Abdallah ibn Buluggin władca Grenady 1073–1090 (abdykował) | Abdallah ibn Buluggin władca Grenady 1073–1090 (abdykował) | Abdallah ibn Buluggin władca Grenady 1073–1090 (abdykował) |                     |                     | Tamim ibn Buluggin władca Malagi 1058–1090 | Tamim ibn Buluggin władca Malagi 1058–1090 | Tamim ibn Buluggin władca Malagi 1058–1090 | Tamim ibn Buluggin władca Malagi 1058–1090 | Tamim ibn Buluggin władca Malagi 1058–1090 | Tamim ibn Buluggin władca Malagi 1058–1090 |  |  |  |  |  |  |  |  |  |  |  |  |  |  |  |  |  |  |
|                    |                    |                                           |                                           |                                           |                                           |                                           |                                           |                           |                           |                                |                                |                                |                                | Tamim ibn al-Muizz 1062–1108           |                                        |                                        |                                        |                                           |                                           |                                           |                                           |                                                            |                                                            |                                                            |                                                            |                                                            |                                                            |                     |                     |                                            |                                            |                                            |                                            |                                            |                                            |  |  |  |  |  |  |  |  |  |  |  |  |  |  |  |  |  |  |
|                    |                    |                                           |                                           |                                           |                                           |                                           |                                           |                           |                           |                                |                                |                                |                                |                                        |                                        |                                        |                                        |                                           |                                           |                                           |                                           |                                                            |                                                            |                                                            |                                                            |                                                            |                                                            |                     |                     |                                            |                                            |                                            |                                            |                                            |                                            |  |  |  |  |  |  |  |  |  |  |  |  |  |  |  |  |  |  |
|                    |                    |                                           |                                           |                                           |                                           |                                           |                                           |                           |                           |                                |                                |                                |                                | Jahja ibn Tamim 1108–1131              |                                        |                                        |                                        |                                           |                                           |                                           |                                           |                                                            |                                                            |                                                            |                                                            |                                                            |                                                            |                     |                     |                                            |                                            |                                            |                                            |                                            |                                            |  |  |  |  |  |  |  |  |  |  |  |  |  |  |  |  |  |  |
|                    |                    |                                           |                                           |                                           |                                           |                                           |                                           |                           |                           |                                |                                |                                |                                |                                        |                                        |                                        |                                        |                                           |                                           |                                           |                                           |                                                            |                                                            |                                                            |                                                            |                                                            |                                                            |                     |                     |                                            |                                            |                                            |                                            |                                            |                                            |  |  |  |  |  |  |  |  |  |  |  |  |  |  |  |  |  |  |
|                    |                    |                                           |                                           |                                           |                                           |                                           |                                           |                           |                           |                                |                                |                                |                                | Ali ibn Jahja 1115–1121                |                                        |                                        |                                        |                                           |                                           |                                           |                                           |                                                            |                                                            |                                                            |                                                            |                                                            |                                                            |                     |                     |                                            |                                            |                                            |                                            |                                            |                                            |  |  |  |  |  |  |  |  |  |  |  |  |  |  |  |  |  |  |
|                    |                    |                                           |                                           |                                           |                                           |                                           |                                           |                           |                           |                                |                                |                                |                                |                                        |                                        |                                        |                                        |                                           |                                           |                                           |                                           |                                                            |                                                            |                                                            |                                                            |                                                            |                                                            |                     |                     |                                            |                                            |                                            |                                            |                                            |                                            |  |  |  |  |  |  |  |  |  |  |  |  |  |  |  |  |  |  |
|                    |                    |                                           |                                           |                                           |                                           |                                           |                                           |                           |                           |                                |                                |                                |                                | Abul-Hasan al-Hasan ibn Ali 1121–1152  |                                        |                                        |                                        |                                           |                                           |                                           |                                           |                                                            |                                                            |                                                            |                                                            |                                                            |                                                            |                     |                     |                                            |                                            |                                            |                                            |                                            |                                            |  |  |  |  |  |  |  |  |  |  |  |  |  |  |  |  |  |  |